# Elvíra Bavorská
Její královská Výsost Elvíra princezna bavorská (22. listopadu 1868, Mnichov – 1. dubna 1943, Vídeň) náležela k bavorskému královskému rodu Wittelsbachů. Byla vnučkou krále Ludvíka I. Bavorského (1786–1868). V rodových dějinách Wittelsbachů proslula jako princezna, která se nerovnorodě provdala za „pouhého“ rakouského hraběte s českými kořeny - Rudolfa Kristiána Bruntálského z Vrbna. Ke kulturnímu odkazu Wittelsbachů se hlásila prostřednictvím vyznávání „kultu krásy“. Po sňatku, již jako hraběnka z Wrbna-Kounic a vzdálená sestřenice císařovny Alžběty (Sisi), žila rušným společenským životem aristokratické vrstvy Rakousko-Uherska. V soukromí se na moravských sídlech Wrbna-Kouniců v Jaroměřicích nad Rokytnou a Holešově zajímala zvláště o chov francouzských buldočků.

## Narození a život bavorské princezny
Elvíra Alexandrina Marie Cecílie Klára Evženie se narodila v královském paláci v Mnichově jako v pořadí čtvrté dítě prince Vojtěcha Bavorského (1828–1875), nejmladšího syna Ludvíka I., a jeho španělské choti, infantky Amálie (1834–1905). Zprávu o Elvířině narození přineslo komuniké vydané v souladu s ustanovením ve vnitřním statutu královské rodiny Bavorska (sepsaném 5. září 1819).
Podobným způsobem přišli na svět i tři starší sourozenci Elvíry: Ludvík Ferdinand (1859–1949), Alfons (1862–1933) a Isabela Marie (1863–1924). Nově vzniklou Vojtěšskou odnož bavorského královského rodu, do jejíhož čela byl prozaicky postaven princ Vojtěch, ještě rozšířila Klára (1874–1941). Všechny Vojtěchovy děti byly vychovávány v přísném duchu katolické věrouky a alespoň jedna z dcer měla být zaslíbena Bohu.
V dětství i během dospívání se Elvíra těšila velké oblibě své tety Adelgundy Modenské (1823–1914), bigotní katoličky a manželky modenského vévody Františka V. (rakouského arcivévody a vzdáleného bratrance císaře Ferdinanda I. Dobrotivého, 1793–1875). Vévodkyně modenská byla svého času považována za šedou eminenci u vídeňského i mnichovského dvora. Této výhody dospívající Elvíra dokázala využít, když se snažila prosadit nerovný sňatek s rakousko-českým říšským hrabětem Rudolfem Kristiánem Bruntálským z Vrbna. Vévodkyně modenská se nejprve domnívala, že se její schovanka vydá cestou řeholnice. Princezna Elvíra se však k takovému životu nechtěla zavázat, čímž tato očekávání přešla na její mladší sestru Kláru, která se jeptiškou skutečně stala.

## Předmanželská smlouva

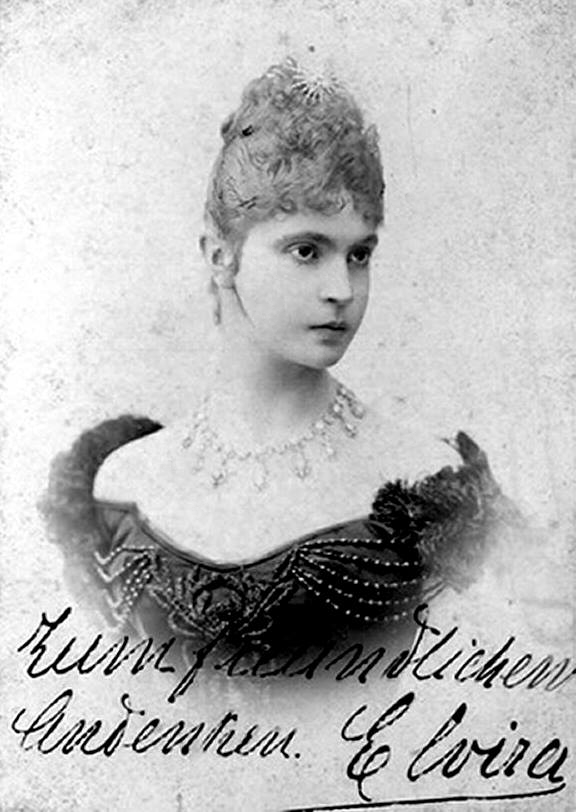
Elvíra Bavorská, 1896

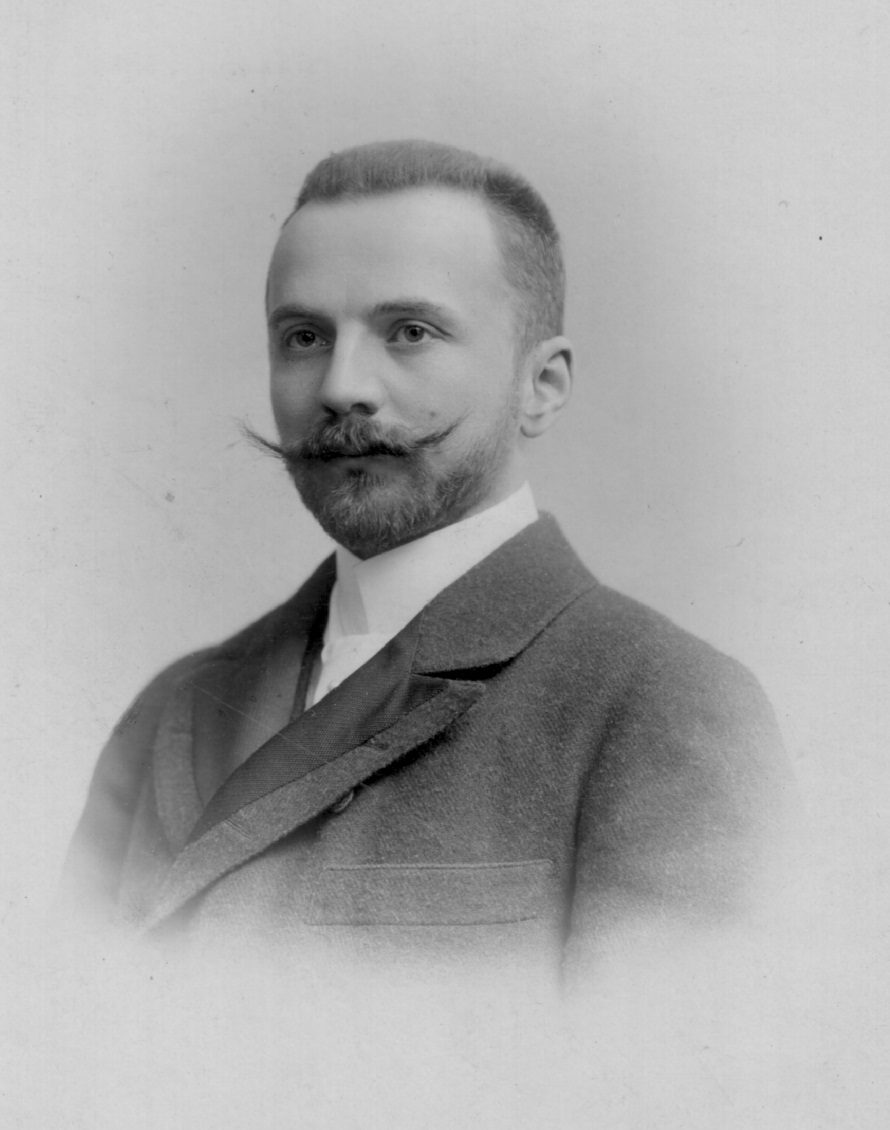
Rudolf Kristián Bruntálský z Vrbna

Vyvdání princezny Elvíry z královské rodiny Bavorska upravoval článek II. § 1 a 2, výše uvedeného Statutu z 5. září 1819. Zapotřebí k tomu byl i souhlas nevěstiných bratrů – prince Ludvíka Ferdinanda a Alfonse. Dále se ke sňatku vyjadřoval ženichův otec, hrabě Rudolf z Wrbna a Freudenthalu (různými variantami též označovaný jako hrabě Bruntálský z Vrbna, z Wrbna-Freudenthalu či Wrbna-Bruntálu). Společně se svým synem Rudolfem Kristiánem se museli zavázat k plnění předmanželské smlouvy, jež byla sepsána ve výrazný prospěch královské nevěsty. Elvíře garantovala pravidelnou apanáž, zcela vyňatou z institutu společného jmění manželů. Výměnou za to se však za sebe i za své potomky podle tehdy běžného úzu vzdala nástupnických práv na královský trůn v Bavorsku. Tyto i další články obsahovala zvláštní předmanželská smlouva z 21. prosince 1891. O tři dny později byla oběma snoubenci podepsána. Své podpisy připojili oba bratři nevěsty a ženichův otec.

## Život hraběnky

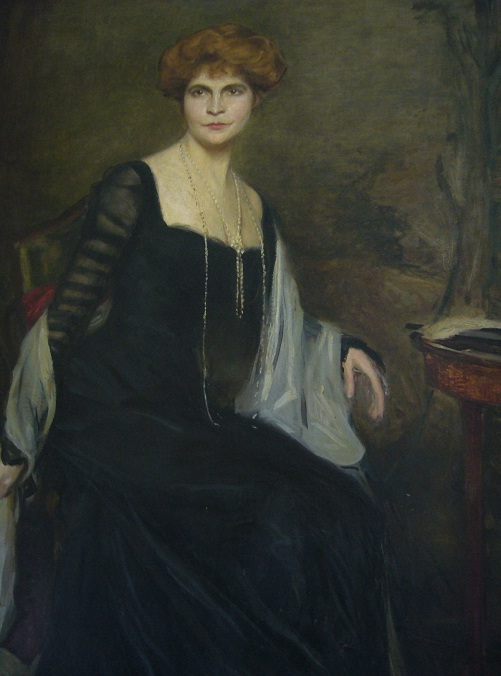
JkV říšská hraběnka Elvíra z Wrbna-Kounic-Rietberg-Questenbergu a Freudenthalu, rozená princezna Bavorská (Rauchinger, olej na plátně)

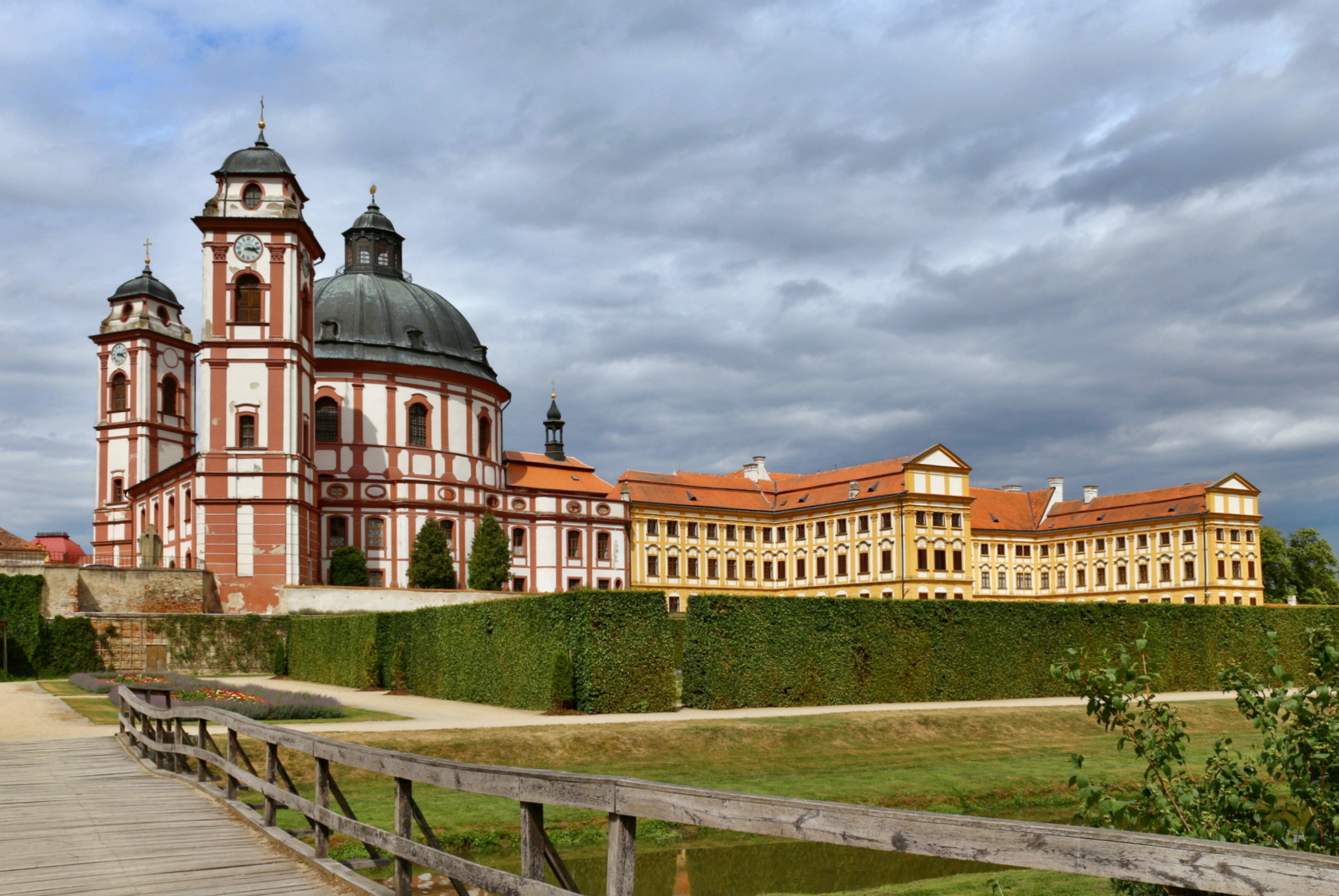
Zámek Jaroměřice nad Rokytnou s kostelem sv. Markéty

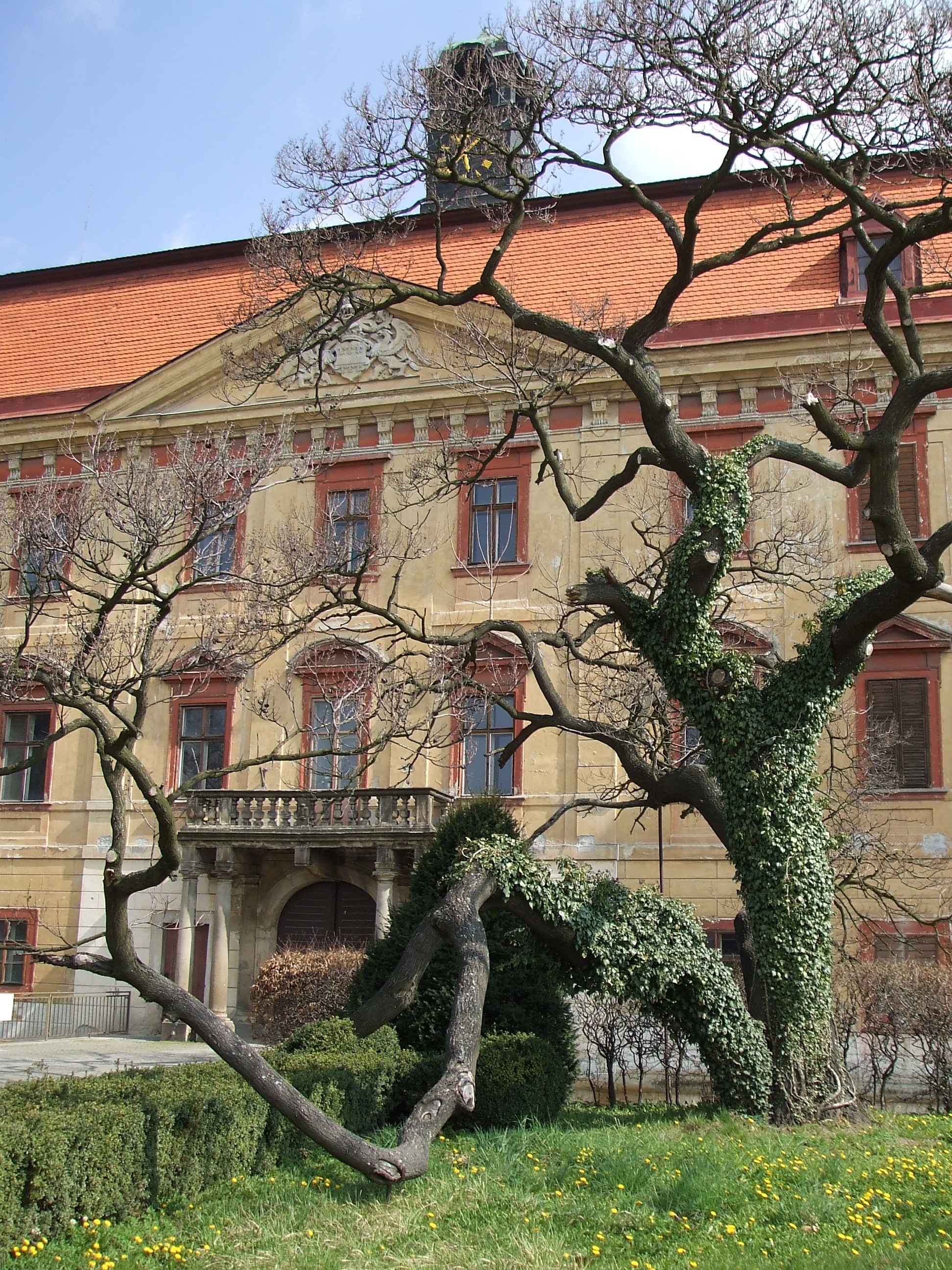
Zámek Holešov

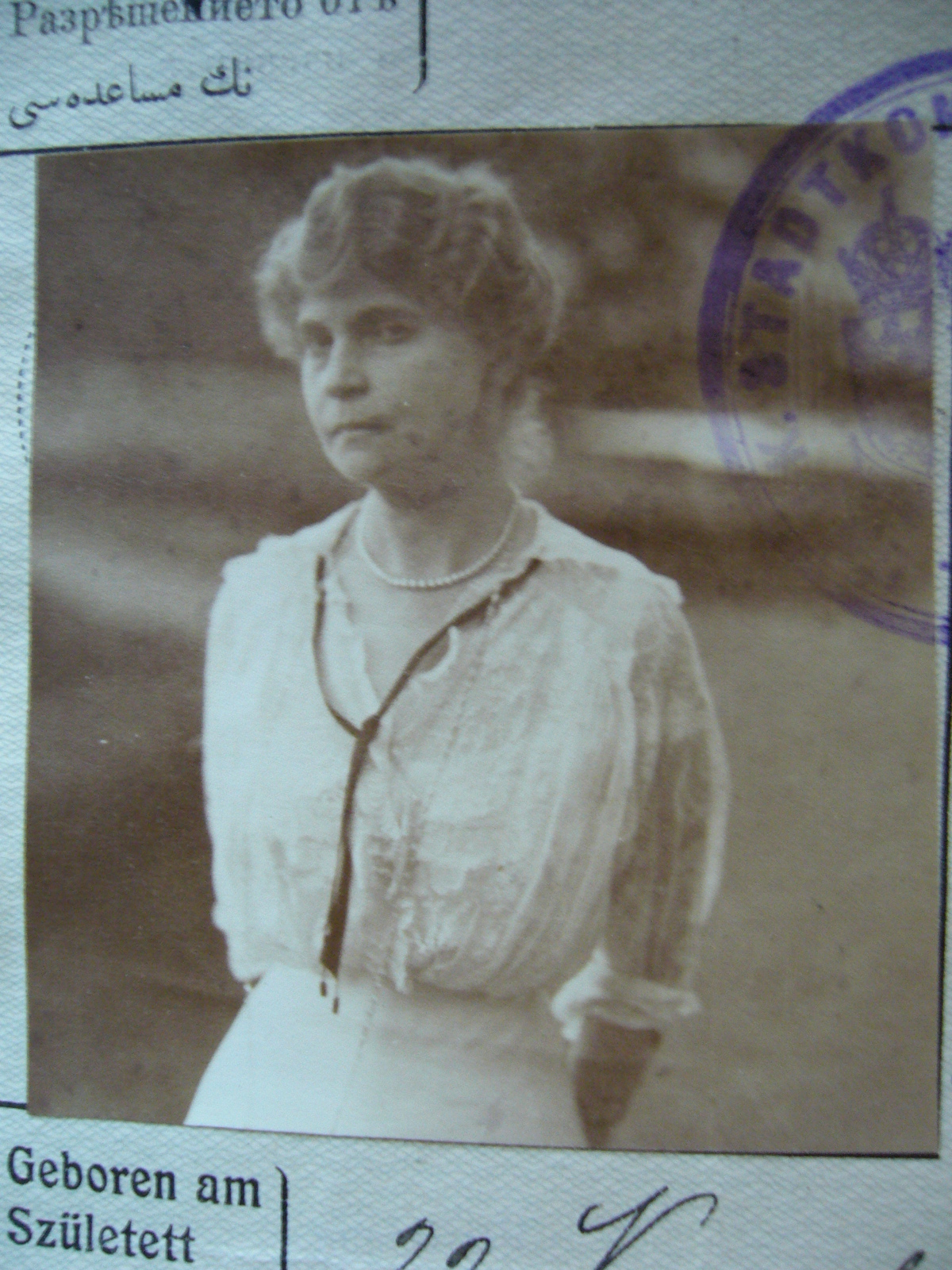
Fotografie z cestovního pasu

Princezna Elvíra sice pozbyla svá nástupnická práva na trůn, avšak titul Její královská Výsost (JkV) jí zůstal zachován. Od uzavření sňatku vystupovala jako JkV Elvíra hraběnka z Wrbna-Freudenthalu, rozená princezna bavorská a na královské titulatuře sama nekompromisně trvala. Této skutečnosti též přispíval příbuzenský vztah s habsbursko-lotrinským arcidomem. U c. k. dvora ve Vídni tak byla přijímána společně se svým manželem, jemuž zde přináležela dědičná čestná funkce c. k. komořího a tajného rady. Jistou prestiž přineslo i právní vítězství hrabat Wrbna-Freudenthalů ve vleklém sporu o dědictví po vymřelém rodě Kounic-Rietberg-Questenbergů. Na počátku 20. století se rozšířilo jméno Wrbna-Freudenthalů na zdlouhavou variantu Wrbna-Kounic-Rietberg-Questenberg-Freudenthal, která byla často zkracována do podoby „z Wrbna-Kounic“.
Od princeznina sňatku do konce rakousko-uherské i bavorské monarchie uplynulo necelých 30 let. Ta byla vyplněna střídavým koloběhem typickým pro každodenní život středoevropské aristokracie na přelomu 19. a 20. století – loveckou sezónou na rodových statcích Wrbna-Freudenthalů v Holešově nebo v Jaroměřicích nad Rokytnou, a plesovou sezónou v císařské Vídni. Zámecké rezidence v Holešově i Jaroměřicích představovaly pohodlné zázemí v době loveckých kratochvílí, zatímco vídeňský prostorný byt na exkluzivním Mölwaldplatzu skýtal útočiště při uskutečňování rodinných strategií v čase plesových slavností.
JkV Elvíra hraběnka z Wrbna-Kounic se pohybovala v nejvyšších vládních kruzích střední Evropy před první světovou válkou. Dokládá to skutečnost, že do rodinného soukromí princeznina zámku v Holešově potají pronikla francouzská agentka Louise de Bettignies, známá pod pseudonymem Alice Dubois. De Bettignies, která ve prospěch Britů prováděla špionáž v německých vládních kruzích během I. světové války, se v přítomnosti hraběnky Wrbna-Kounicové vyskytovala v letech 1912–1913. Před tím působila na zámku Orlík u knížete Karla ze Schwarzenberku. Ve svém okolí ji princezna Elvíra představila svému příbuzenému Ruprechtu Bavorskému. Pod hraběnčinou záštitou se Louise také dostalo nabídky od následníka trůnu Františka Ferdinanda d´Este, aby se stala guvernantkou jeho dětí. Následníkovu nabídku ze zdravotních důvodů nepřijala a vrátila se do Francie. Díky tomu Elvíra Wrbna-Kounicová nemohla být nikdy spojována s jejími špionážními aktivitami.
Rozpad monarchie a vznik Československé republiky sice přinesl striktní zákaz užívání šlechtických titulů, ale JkV hraběnka z Wrbna-Kounic se odmítala podvolit takové sociální devalvaci. Po roce 1918 proto ještě bigotněji trvala na respektování jejího královského původu. Jako působivý připadal bankám, které titul považovaly za jistou záruku k poskytnutí úvěru, když velkostatky bývalé aristokracie bankrotovaly v důsledku pozemkové reformy nástupnické republiky.
Vysoký životní styl, náklady na provoz rozlehlých zámků a zanedbatelné příjmy z okleštěných statků vyčerpaly rodinnou pokladnu Wrbna-Kouniců natolik, že po smrti Rudolfa Kristiána Wrbna-Kounice již bylo například jaroměřické panství zadluženo do výše své nominální hodnoty. Odvrátit bankrot bylo možné jen tajným rozprodáváním zámeckého mobiliáře z Jaroměřic nad Rokytnou. K finančním těžkostem se přidaly ještě rodinné neshody s nejstarším synem Rudolfem. Proti matčině vůli se oženil s neurozenou plebejkou ze Strakonic - Bertou (Barborou) Wiedmannovou. Na důkaz nesouhlasu se Elvíra přestěhovala i s mladším synem Alfonsem do Jaroměřic. Aniž by zanechal mužského potomka, zahynul hrabě Rudolf z Wrbna-Kounic po pádu z koně roku 1936.
JkV Elvíra hraběnka z Wrbna-Kounic zemřela ve Vídni 1. dubna 1943. Její ostatky spočívají v kostele sv. Michala v bavorském Mnichově. Rod Wrbna-Kouniců vymřel po meči uhořením Elvířina syna Alfonse při požáru jeho domu v Mnichově roku 1976.

## Potomci
Z manželství s Rudolfem Wrbna-Kounicem přivedla na svět dva syny a jednu dceru:
- Rudolf (1892–1936)
- Izabela (1894–1964)
- Alfons (1896–1976)

## Titulatura ad personam
- 1868 – Její královská Výsost princezna Elvíra Alexandrina Marie Cecílie Klára Evženie Bavorská.
- 1891 – Její královská Výsost říšská hraběnka Elvíra Alexandrina Marie Cecílie Klára Evženie z Wrbna-Freudenthalu, rozená královská princezna bavorská; Královský rod Wittelsbachů udělil Wrbna-Freudenthalům knížecí důstojenství platné na území Bavorského království.
- 1898 – Její královská Výsost říšská hraběnka Elvíra Alexandrina Marie Cecílie Klára Evženie z Wrbna-Kounic-Rietberg-Questenberg-Freudenthalu, rozená královská princezna bavorská.
- 1918 – De jure ztráta veškerých titulů v nástupnické Československé republice.

## Vývod z předků
|                 |                                              |  |                      |                                                  |  |  |  |  |  |  |  | Fridrich Michal Falcko-Zweibrückenský |
|                 |                                              |  |                      |                                                  |  |  |  |  |  |  |  |                                       |
|                 | Maxmilián I. Josef Bavorský                  |  |                      |                                                  |  |  |  |  |  |  |  |                                       |
|                 |                                              |  |                      |                                                  |  |  |  |  |  |  |  |                                       |
|                 |                                              |  |                      | Marie Františka Falcko-Sulzbašská                |  |  |  |  |  |  |  |                                       |
|                 |                                              |  |                      |                                                  |  |  |  |  |  |  |  |                                       |
|                 | Ludvík I. Bavorský                           |  |                      |                                                  |  |  |  |  |  |  |  |                                       |
|                 |                                              |  |                      |                                                  |  |  |  |  |  |  |  |                                       |
|                 |                                              |  |                      | Jiří Vilém Hesensko-Darmstadtský                 |  |  |  |  |  |  |  |                                       |
|                 |                                              |  |                      |                                                  |  |  |  |  |  |  |  |                                       |
|                 | Augusta Vilemína Marie Hesensko-Darmstadtská |  |                      |                                                  |  |  |  |  |  |  |  |                                       |
|                 |                                              |  |                      |                                                  |  |  |  |  |  |  |  |                                       |
|                 |                                              |  |                      | Marie Luisa Leiningensko-Falkenbursko-Dagsburská |  |  |  |  |  |  |  |                                       |
|                 |                                              |  |                      |                                                  |  |  |  |  |  |  |  |                                       |
|                 | Adalbert Vilém Bavorský                      |  |                      |                                                  |  |  |  |  |  |  |  |                                       |
|                 |                                              |  |                      |                                                  |  |  |  |  |  |  |  |                                       |
|                 |                                              |  |                      | Arnošt Fridrich III. Sasko-Hildburghausenský     |  |  |  |  |  |  |  |                                       |
|                 |                                              |  |                      |                                                  |  |  |  |  |  |  |  |                                       |
|                 | Fridrich Sasko-Altenburský                   |  |                      |                                                  |  |  |  |  |  |  |  |                                       |
|                 |                                              |  |                      |                                                  |  |  |  |  |  |  |  |                                       |
|                 |                                              |  |                      | Ernestina Sasko-Výmarská                         |  |  |  |  |  |  |  |                                       |
|                 |                                              |  |                      |                                                  |  |  |  |  |  |  |  |                                       |
|                 | Tereza Sasko-Hildburghausenská               |  |                      |                                                  |  |  |  |  |  |  |  |                                       |
|                 |                                              |  |                      |                                                  |  |  |  |  |  |  |  |                                       |
|                 |                                              |  |                      | Karel II. Meklenbursko-Střelický                 |  |  |  |  |  |  |  |                                       |
|                 |                                              |  |                      |                                                  |  |  |  |  |  |  |  |                                       |
|                 | Šarlota Georgina Meklenbursko-Střelická      |  |                      |                                                  |  |  |  |  |  |  |  |                                       |
|                 |                                              |  |                      |                                                  |  |  |  |  |  |  |  |                                       |
|                 |                                              |  |                      | Frederika Hesensko-Darmstadtská                  |  |  |  |  |  |  |  |                                       |
|                 |                                              |  |                      |                                                  |  |  |  |  |  |  |  |                                       |
| Elvíra Bavorská |                                              |  |                      |                                                  |  |  |  |  |  |  |  |                                       |
|                 |                                              |  |                      |                                                  |  |  |  |  |  |  |  |                                       |
|                 |                                              |  | Karel III. Španělský |                                                  |  |  |  |  |  |  |  |                                       |
|                 |                                              |  |                      |                                                  |  |  |  |  |  |  |  |                                       |
|                 | Karel IV. Španělský                          |  |                      |                                                  |  |  |  |  |  |  |  |                                       |
|                 |                                              |  |                      |                                                  |  |  |  |  |  |  |  |                                       |
|                 |                                              |  |                      | Marie Amálie Saská                               |  |  |  |  |  |  |  |                                       |
|                 |                                              |  |                      |                                                  |  |  |  |  |  |  |  |                                       |
|                 | František de Paula Španělský                 |  |                      |                                                  |  |  |  |  |  |  |  |                                       |
|                 |                                              |  |                      |                                                  |  |  |  |  |  |  |  |                                       |
|                 |                                              |  |                      | Filip Parmský                                    |  |  |  |  |  |  |  |                                       |
|                 |                                              |  |                      |                                                  |  |  |  |  |  |  |  |                                       |
|                 | Marie Luisa Parmská                          |  |                      |                                                  |  |  |  |  |  |  |  |                                       |
|                 |                                              |  |                      |                                                  |  |  |  |  |  |  |  |                                       |
|                 |                                              |  |                      | Luisa Alžběta Francouzská                        |  |  |  |  |  |  |  |                                       |
|                 |                                              |  |                      |                                                  |  |  |  |  |  |  |  |                                       |
|                 | Amálie Cádizská                              |  |                      |                                                  |  |  |  |  |  |  |  |                                       |
|                 |                                              |  |                      |                                                  |  |  |  |  |  |  |  |                                       |
|                 |                                              |  |                      | Ferdinand I. Neapolsko-Sicilský                  |  |  |  |  |  |  |  |                                       |
|                 |                                              |  |                      |                                                  |  |  |  |  |  |  |  |                                       |
|                 | František I. Neapolsko-Sicilský              |  |                      |                                                  |  |  |  |  |  |  |  |                                       |
|                 |                                              |  |                      |                                                  |  |  |  |  |  |  |  |                                       |
|                 |                                              |  |                      | Marie Karolína Habsbursko-Lotrinská              |  |  |  |  |  |  |  |                                       |
|                 |                                              |  |                      |                                                  |  |  |  |  |  |  |  |                                       |
|                 | Luisa Šarlota Neapolsko-Sicilská             |  |                      |                                                  |  |  |  |  |  |  |  |                                       |
|                 |                                              |  |                      |                                                  |  |  |  |  |  |  |  |                                       |
|                 |                                              |  |                      | Karel IV. Španělský                              |  |  |  |  |  |  |  |                                       |
|                 |                                              |  |                      |                                                  |  |  |  |  |  |  |  |                                       |
|                 | Marie Isabela Španělská                      |  |                      |                                                  |  |  |  |  |  |  |  |                                       |
|                 |                                              |  |                      |                                                  |  |  |  |  |  |  |  |                                       |
|                 |                                              |  |                      | Marie Luisa Parmská                              |  |  |  |  |  |  |  |                                       |
|                 |                                              |  |                      |                                                  |  |  |  |  |  |  |  |                                       |